# Carlos Roberto Gallo
Carlos Roberto Gallo, genannt  Carlos, (* 4. März 1956 in Vinhedo) ist ein ehemaliger brasilianischer Fußballtorhüter.

## Karriere
Während seiner Karriere (1974–1993) spielte er für Ponte Preta, Corinthians São Paulo, Atlético Mineiro, Guarani FC, Palmeiras São Paulo, Associação Portuguesa de Desportos und Malatyaspor (1988–1990) in der Türkei. Er wurde zweimal in die brasilianische Elf des Jahres gewählt (sog. Silberner Ball).
Er spielte zwischen Juni 1980 und Juni 1993 37-mal für die Brasilien. Er gehörte zum Kader der brasilianischen Mannschaften bei der Copa América 1979, der Mundialito 1980/81, der Weltmeisterschaft 1978, 1982 und 1986. Erst bei der WM 1986 kam er zum Einsatz und musste in fünf Spielen lediglich ein Gegentor im Viertelfinale gegen Frankreich durch Michel Platini hinnehmen; seine Mannschaft schied im Elfmeterschießen aus dem Turnier aus.

## Erfolge
- WM-Dritter 1978 (ohne Einsatz)